# Street Sounds Hip Hop Electro 12
Street Sounds Hip Hop Electro 12 er det 12. opsamlingsalbum i en serie og blev udgivet i 1986 af StreetSounds. Albummet udkom som LP-plade og kassettebånd og består af otte electro og old school hip hop numre mixet af Herbie Laidley.

## Sporliste
| 1. | "Fastest Man Alive"                  | Grandmaster Flash             | -:-- |
| 2. | "Beat Box Is Rocking"                | Fat Boys                      | -:-- |
| 3. | "Square Dance Rap (Rodeo Drive Mix)" | Sir Mix-A-Lot                 | -:-- |
| 4. | "Trow The D. And Ghetto Bass"        | Ghetto Style With 2 Live Crew | -:-- |

| 1. | "Ultimate III Live!"       | Ultimate III                        | -:-- |
| 2. | "MC Story"                 | MC Chill                            | -:-- |
| 3. | "Girls (Rulin' The World)" | Celebrity Club featuring Royal Silk | -:-- |
| 4. | "Funky Beat"               | Whodini                             | -:-- |